# Vladimirská Bohorodička
Vladimirská Bohorodička (také Vladimirská Matka Boží, Vladimirská Madona a podobně, rusky Владимирская икона Божией Матери, řecky Θεοτόκος του Βλαντίμιρ) je byzantská ikona z 12. století zobrazující Madonu s dítětem darovaná Byzantinci na Kyjevskou Rus, která se později stala jedním ze symbolů Ruska. Jde o raný příklad ikonografického typu Eleusa (Něžná Bohorodička) a o jedno z kulturně nejvýznamnějších a nejslavnějších uměleckých děl ruské historie. Pravoslavní Rusové ji považují za své národní paládium a připisují jí několik zázraků historického významu. Ikona byla ve třináctém století vážně poškozena a celkově nejméně pětkrát restaurována.
Ikonu namaloval („napsal“) neznámý umělec pravděpodobně v Konstantinopoli před rokem 1131. Byla poslána do Kyjeva jako dar, a poté umístěna do katedrály Zesnutí přesvaté Bohorodice ve Vladimiru. Legenda říká, že Vladimir neopustila až do roku 1395, kdy byla přivezena do Moskvy, aby chránila město před invazí Timura Tamerlána. Nejpozději v 16. století se nacházela v chrámu Zesnutí přesvaté Bohorodice v Moskvě (Uspenském chrámu), kde zůstala až do ruské revoluce roku 1917, po níž byla přemístěna do Treťjakovské galerie. V 90. letech 20. století bylo vlastnictví ikony předmětem sporu mezi galerií a Moskevským patriarchátem, který skončil přenesením ikony do kostela sv. Mikuláše v Tolmačích. Ten se stal chrámem s dvojím určením pravoslavné palácové kaple a zároveň součásti muzea. Ikona tam visí dodnes a je přístupná pouze podzemní chodbou vedoucí z galerie do kostela, ve kterém se pravidelně konají liturgie a zároveň slouží jako výstavní prostor.

## Dějiny

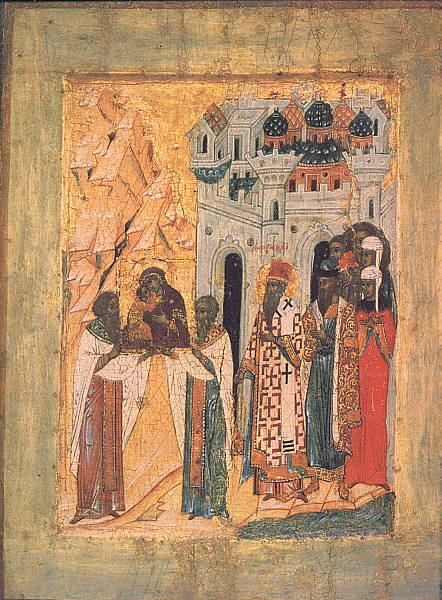
Ikona ze 16. století zobrazuje metropolitu Cypriana a Vasilije I., jak vítají ikonu Bohorodičky v Moskvě

Vytvoření ikony se datuje do počátku 12. století a na Rus se dostala kolem roku 1131. To je v souladu s popisem uvedeným v ruských letopisech. Podobně jako u jiných byzantských uměleckých děl vysoké kvality se předpokládá, že byla namalována v Konstantinopoli. Původní jsou pouze obličeje postav na obraze, zatímco oblečení bylo přemalováno v důsledku poškození vzniklého následkem umístění kovového okladu (rizy) a požáru v roce 1195.
Asi v roce 1131 poslal řecký patriarcha Konstantinopole ikonu jako dar kyjevskému velkovévodovi, snad Juriji Dolgorukému nebo ještě jeho předchůdci Mstislavu I. Sona Hoisingtonová to částečně vykládá úsilím Byzantinců o konverzi a christianizaci tehdejších slovanských národů. Ikona nejdříve byla ve Vyšhorodském klášteře, dokud ji Jurijův syn Andrej Bogoljubskij v roce 1155 nepřemístil do Vladimiru.
Podle legendy se koně vezoucí ikonu zastavili poblíž Vladimira a odmítli pokračovat dál. To bylo vyloženo jako znamení, že Theotokos (Bohorodička) chce, aby ikona zůstala tam. Místo bylo pojmenováno Bogoljubovo, „to, které miluje Bůh“. Andrej ikonu umístil do své rezidence v Bogoljubovu a nedaleko začal budovat katedrálu Zesnutí přesvaté Bohorodice, aby legitimizoval své tvrzení, že Vladimir nahradil Kyjev jako hlavní město Rusi. Brzy po vysvěcení katedrály v roce 1160 byla ikona přemístěna tam.

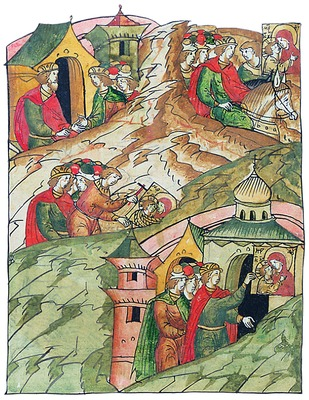
Kníže Andrej odváží ikonu z kláštera ve Vyšhorodu. Miniatura z Ilustrované kroniky Ivana Hrozného

Po vysvěcení katedrály, po které brzy následovaly další kostely zasvěcené Panně Marii, neexistuje žádný záznam o tom, že by ikona opustila Vladimir až do roku 1395. Její přítomnost však nezabránila vyplenění a vypálení města Mongoly v roce 1238, kdy byla ikona poškozena požárem. Brzy po události byla restaurována, a znovu v letech 1431 a 1512.
Obraz byl přenesen z Vladimiru do Moskvy v roce 1395, během Tamerlánovy invaze. Místo, kde se Moskvané setkali s delegací z Vladimíra, prý připomíná Sretenský klášter (sretenije znamená setkání, srv. české střetnutí). Žádné archeologické důkazy však toto tvrzení nepodporují a velká část kostela z 15. až 16. století byla zničena přestavbou. Moskevský velkokníže Vasilij I. strávil noc pláčem nad ikonou a Tamerlánova vojska téhož dne ustoupila. Moskvané pak odmítli ikonu Vladimiru vrátit a umístili ji do Uspenské katedrály v moskevském Kremlu.
David Miller uvažuje, že ikona mohla ve skutečnosti až do 20. let 16. století ještě pobývat ve Vladimiru s občasnými exkurzemi do Moskvy. Připisování záchrany Moskvy v roce 1395 této ikoně se ve zdrojích neobjevuje až do konce 15. století a plná verze příběhu až do záznamů z roku 1512 a poté ze 60. let 16. století. Od 16. století se Vladimirskaja začala objevovat jako důležitý symbol v řadě zpolitizovaných legend, které spojovaly Moskvu s předmongolskou Rusí a vyzdvihovaly ji jako centrum křesťanství po Římu a Byzanci — zpočátku na podporu imperiálních nároků Ivana IV., a později dynastií Rurikovců a Romanovců. Například vznikla legenda, že ikonu namaloval Lukáš Evangelista a modelem mu seděla sama Panna Maria; první písemná zpráva o tomto příběhu pochází z roku 1512. Přímluvě Bohorodičky z ikony byla připsána také záchrana Moskvy před tatarskými hordami v letech 1451 a 1480.
Za bolševiků se ikona dostala do majetku Treťjakovské galerie. Jako umělecké dílo tam byla poprvé vystavena v roce 1930 a byla tam uložena nejméně dalších 11 let. Legendy se nepřestaly rodit ani tehdy; během bitvy před Moskvou prý nechal Stalin podle představitele Moskvy Viktora Volochova kroužit letadlo s ikonou nad městem, na které začali neúspěšně útočit Němci. A v krizovém roce 1993, kdy se rozpadl Sovětský svaz, byla ikona přenesena do chrámu Zjevení Páně, aby pomohla zachovat mír. Byla přitom poškozena, ale brzy restaurována a umístěna do kostela sv. Mikuláše v Tolmačích.

## Umístění
Vladimirská Bohorodička je vystavena v kostele svatého Mikuláše v Tolmačích. Následkem dohody mezi Treťjakovskou galerií a Moskevským patriarchátem kostel funguje jako ruská pravoslavná kaple a zároveň jako muzeum. Dříve mezi oběma institucemi probíhal spor o vlastnictví.
Dne 7. září 1996 byla Vladimirská Bohorodička v kostele instalována a následujícího dne patriarcha Alexij II. budovu vysvětil. V roce 1997 Treťjakovská galerie dokončila úplnou rekonstrukci kostela. Ten dostal bezpečnostní zařízení umožňující uložení a vystavení uměleckých děl a navíc byla vybudována podzemní chodba, která ho spojuje s Treťjakovskou galerií. Aby v kostele mohla být slavná ikona umístěna, byla pro ni zajištěna vitrína z neprůstřelného skla s řízenou teplotou. Podle arcikněze Nikolaje Sokolova, rektora kostela, by vitrína odolala střelbě ze samopalu Kalašnikov a mnoha dalším potenciálním nebezpečím.
Vzhledem ke dvojímu určení budovy jako kostela i muzea se návštěvníci mohou před ikonou modlit a pravidelně se ve vybrané dny konají božské liturgie. Do kostela se však dá projít pouze podzemní chodbou přes Treťjakovskou galerii.

## Popis

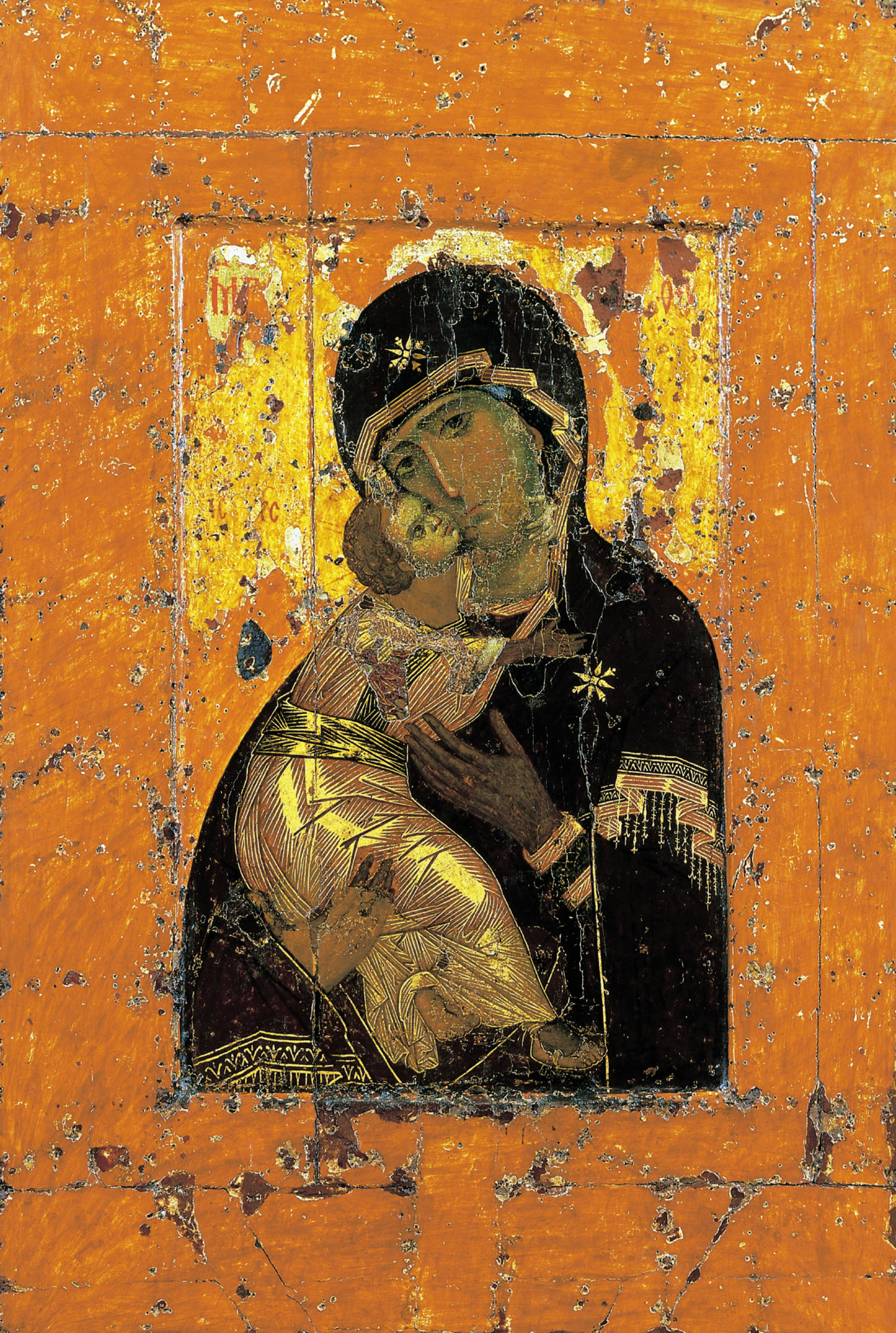
Vladimirská Bohorodička včetně dodatečně přidaných okrajů

Ikona je namalována temperou na dřevěné desce o velikosti 106 × 69 cm s původní střední částí o rozměrech 78 × 55 cm; zbytek je pozdější rozšíření možná pro umístění většího okladu. Ikona zobrazuje dítě Ježíše v náručí své matky Marie. Jejich tváře se dotýkají a dítě hledí na matku a natahuje se k ní. Marie ho drží jednou rukou a vážně pozoruje diváka. Obličeje a ruce jsou malovány světle olivově zeleným sankirem, směsí okrového pigmentu a sazí, a průhlednými vrstvami jasnějšího okru; obličej dítěte je vykreslen ve světlejším odstínu než obličej matky, snad proto, aby vyjadřoval rozdíl jejich věku. Oblečení dítěte je malováno tmavě okrovou a zlatou barvou. Původní obraz nesl nápis ΜΡ ΘΥ (řecká zkratka pro „Matku Boží“), z něhož se zachovaly pouze části.

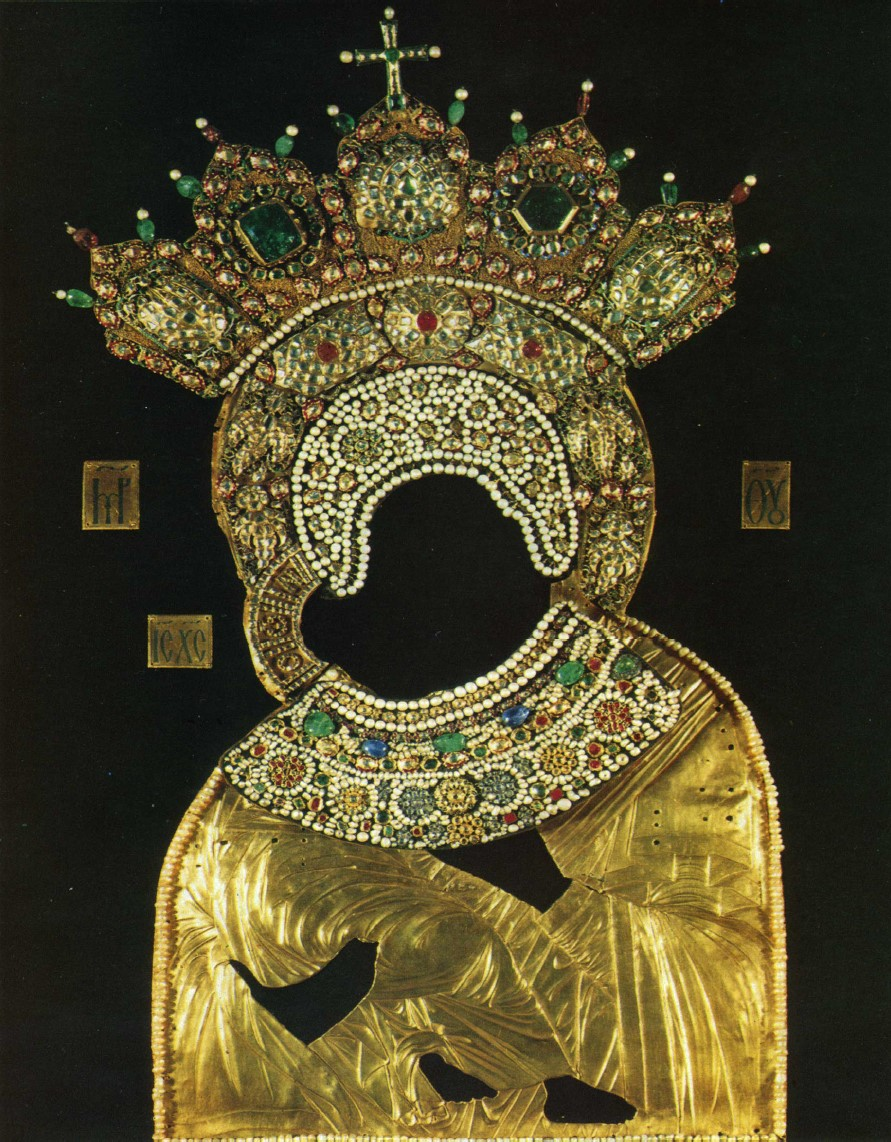
Oklad ikony z roku 1657

Za devět století své existence byla ikona nejméně pětkrát restaurována a přemalována kvůli poškození a degradaci. O přemalbě z 15. století se předpokládá, že ji vedl Andrej Rublev. Originální malbou z 12. století jsou především tváře Marie a Ježíše a zlaté pozadí nad Mariinou hlavou. V minulosti byla ikona pokryta několika důmyslně navrženými oklady (obloženími), které poškodily rám. Rub ikony, který je mnohem méně známý, obsahuje vyobrazení Hetoimasie („připraveného trůnu“) a nástroje Kristova umučení, které byly namalovány kolem 14. století (předtím byla na rubu malba blíže neurčeného světce).

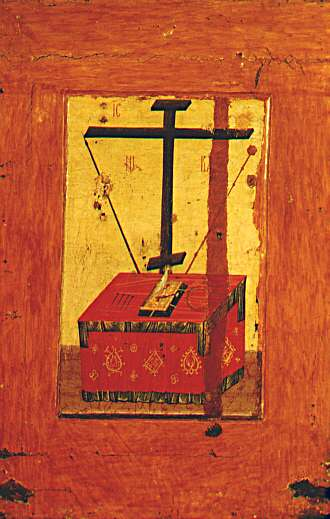
Rubová strana ikony s nástroji umučení Páně

Ikonograficky se Vladimirská Bohorodička řadí k typu Eleusa neboli Něžná Bohorodička (rusky Umilenije): něžná kvůli láskyplnému vztahu mezi matkou a dítětem, které vyjadřuje. Symboliku ikony a náboženské cítění, které inspiruje, komentovali již mnozí věřící myslitelé. Nizozemský teolog a psycholog Henri Nouwen při kontemplaci nad ikonu poznamenal, že oči Panny Marie se nedívají ani na dítě, ani na diváka, ale zdá se, že „zároveň hledí dovnitř i ven“; že její volná ruka ukazuje směrem k děťátku, aby „otevřela prostor, v němž se můžeme beze strachu přiblížit k Ježíši“; a že dítě je zobrazeno jako „moudrý muž oblečený v šatech pro dospělé“. Literární vědec S. S. Averincev interpretoval směs mateřské něhy a drásavého smutku v Mariině výrazu jako projev emocí vyvolaných událostmi Betléma a Kalvárie. Ježíšovy bosé nohy se vysvětlují jako symbol jeho fyzického člověčenství; jeho zlaté šaty znamenají království nebeské; a tři hvězdy na Mariiných šatech (jedna je zakryta dítětem) „její panenství před, během a po narození jejího syna.“
Umělecká kvalita ikony je vysoce ceněna. Historik umění David Talbot Rice řekl, že „[Vladimirská Bohorodička] ... je uznávána všemi, kdo ji viděli, jako jeden z nejvýznačnějších náboženských obrazů světa.“ Historik umění George Heard Hamilton chválí její „řemeslnou zručnost a koncepci“ a poukazuje na to, jak ikona při znázornění tváří jemně přechází od běžného použití obrysových čar k rafinované povrchové struktuře. Ikona je podle něj namalována stylem typickým pro byzantské umění té doby vykazujícím rysy, jako jsou drobná ústa, propracované oči a prodloužený Mariin nos, avšak působí velmi životně tím, že se vyhýbá použití obrysových čar, které se v pozdějším byzantském umění staly běžnými, a že divákovi nabízí složitou souhru pohledů matky a dítěte. Rysy dítěte připomínají klasické sochařství, i když umělec vykresluje výraz bližší skutečnému kojenci. Expresivní a humanistický charakter ikony ji odlišuje od předchozího byzantského umění a je vynikajícím příkladem uměleckého vývoje během komnenovské dynastie.

## Význam
Vladimirská ikona je obecně považována za jeden z nejvýznamnějších symbolů Ruska. Akademik David Miller to připisuje jejímu úzkému spojení s ruským národním vědomím po celou dobu jeho existence. Její přesun z Kyjeva do Vladimiru využil Andrej Bogoljubskij k legitimizaci Vladimiru jako nového centra vlády na Rusi.
Její těsné spojení s důležitými událostmi ruské historie dalo Vladimirské Bohorodičce roli ruského národní paládia. Poslední z těchto událostí byla ruská ústavní krize v roce 1993, kdy byla ikona na žádost patriarchy Alexije II. a starosty Moskvy Jurije Lužkova přinesena do chrámu Zjevení Páně ve snaze přinést zemi mír.
Úctu k vladimirské ikoně pravděpodobně podporuje i skutečnost, že Bohorodička je považována za svatou ochránkyni Ruska. Proto byla tato ikona používána při korunovacích carů, volbách patriarchů a dalších významných ceremoniích. Ikona má každoročně tři svátky na oslavu konkrétních událostí, se kterými je spojena:
- 21. květen starého kalendáře (3. června) – záchrana Moskvy před vojsky krymského chána Mehmeta I. Gireje roku 1521.
- 23. červen starého kalendáře (6. července) – osvobození Moskvy od tatarských vojsk chána Velké hordy Achmata – slavné stání na řece Ugře roku 1480.
- 26. srpen starého kalendáře (8. září) – uvítání Vladimirské Bohorodičky v Moskvě roku 1395 a záchrana před Tamerlánem.[39]

Vladimirská ikona byla po staletí často kopírována a mnohé její kopie mají značný umělecký a náboženský význam. Podle Suzanne Massieové se stala vzorem mnoha současných ruských vyobrazení Panny Marie.
V rámci příprav na letní olympijské hry v roce 1980 byla postavena kaple pro sportovce, kde se mohli modlit před soutěží, a byla zde i kopie této ikony.

## Odkazy

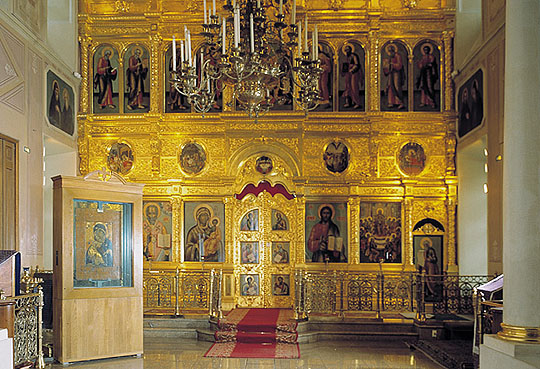
Vladimirská Bohorodička vystavená v kostele